# .hack//Roots
『.hack//Roots』（ドットハック ルーツ）は、2006年にテレビ東京系列で放送されていた日本のテレビアニメ作品。テレビ東京では同年4月5日から9月27日まで放送。
PlayStation 2用ゲームソフト『.hack//G.U.』とは主人公が共通しており、ゲーム版のプロローグ的な役割を持つ。また、同シリーズのアニメ作品『.hack//SIGN』と一部同じ声優が声をあてている。
地上デジタル放送ではハイビジョンで放送。16:9制作。

## あらすじ
西暦2017年、世界最大の大規模オンラインゲームとして栄華を誇る『The World R:2』（ザ ワールド リビジョンツー）。そのネットワークが放つ力場に引き寄せられた17歳のある高校生は“ハセヲ”という名のキャラクターを作り、その世界にログインする。しかし、友人から聞いた話と違い、そこはPK行為が認められた殺伐とした雰囲気に満ちていた。ハセヲはすぐにPK行為に遭い、ロスト（ゲーム内での死）してしまう。
ハセヲを蘇生させたのは“オーヴァン”という名のPC（プレイヤーキャラクター）だった。PKに遭った事でこのゲームに不快感を示すハセヲにオーヴァンは「君には“資質”がある」と語る。不可解に感じ、その場を離れるハセヲ。だが、この時からハセヲの前には『The World』での有名プレーヤーが接触してくる様になる。
オーヴァンは『The World』内でも特異な存在として知られており、彼らはそんな彼が目を付けたハセヲに何らかの特殊な能力があるのではと考えたのだ。そんな雰囲気を“ウザい”と感じたハセヲは誰も居ないフィールドで一人レベル上げを空しく続ける。そこへ現れるPK。圧倒的なレベルの差に再びロストの危機に陥ったハセヲを救ったのは、一人の少女キャラ・志乃であった。志乃はオーヴァンが率いるギルド（プレイヤー集団）「黄昏の旅団」のサブリーダー的存在であり、ハセヲを「黄昏の旅団」へと導くためにやって来たと語る。巨大ギルド「TaN」からの勧誘も受け困惑するハセヲであったが、紆余曲折の末「黄昏の旅団」への入団を選択する。

## 登場人物
本作は「黄昏の旅団」解散までを描いた物語前半と、それ以降の物語後半では主要人物以外の登場人物が大幅に入れ替わっており、キャラクターごとの設定にも変更点が多い。
登場人物はギルド別に記載。ギルドの詳細については『.hack//G.U. (ゲーム)#ギルド』を参照。

### 黄昏の旅団
ハセヲ
声 - 櫻井孝宏

オーヴァン
声 - 東地宏樹

志乃（しの）
声 - 名塚佳織

タビー
声 - 豊口めぐみ
ハセヲと同時期に『The World』をプレイを始めた初心者で、ネコ型獣人の拳闘士。志乃に勧誘され、ハセヲよりわずかに早く「黄昏の旅団」に所属している。屈託無く振舞う“天然系”キャラである。
【リアル】 本名は久保萌、群馬県高崎市在住で16歳の高校生。リアルから逃避するために目的なく『The World』をプレイしていたが、志乃が未帰還者となったことでリアルで救おうと考え看護師を目指して『The World』を引退する。なお、タビーのPCモデルと同様にスタイルが良いらしく、スクール水着姿は友人からセクハラと言われるらしい。
【物語前半】 アカウントを作成して間もなく志乃と出会い、『The World』の基本的な手ほどきを受けている。この時入手したネコの前足のような形状の護拳は、宝物として常に使用していくこととなる。その後志乃の勧誘を受け「黄昏の旅団」に所属、教育係となった匂坂を「師匠」と呼び、ギルドに打ち解けていく。しかし、オーヴァンが行方不明、匂坂はゲームを去り、志乃も未帰還者となってしまったことで大きなショックを受け、『The World』でも目的を見失ってしまう。
【物語後半】 独りになってしまったがやめる決意もできず、あてもなく『The World』を徘徊していたが、様々なPCとの出会いを通じて徐々に自分が望む遊び方を考えるようになる。そんな最中に出会った清作との会話の中で“人を癒すこと”こそが自分のやりたいことだと気付き、ギルド「肉球団」を立ち上げた。けれど上手くはいかず、ギルドを抜けている。
未帰還者である志乃についてリアルで調べており、志乃のリアルの人物を見つけている。そしてほとんど毎日お見舞いにくる高校生とすれ違っており、それがハセヲだと思っていることを三郎に話している。
しかし、それを通じてリアルでの自分の進むべき道を決め、宝物の護拳をピロキオとイータに預けて『The World』を去ることを決意した。
ゲーム『.hack//G.U.』では、ゲームクリア後（＝志乃が意識を取り戻した後）に何かに導かれたように一時的に復帰しており、ハセヲ達と再会する。『Last Recode』で追加された「vol.4」（本編終了から1年3ヶ月後）では本格的に復帰しており、オーヴァン救出を目指すハセヲに協力した。
匂坂（さきさか）
声 - 置鮎龍太郎
ハセヲやタビー以前にオーヴァンからスカウトを受けて「黄昏の旅団」に所属している男性PC。職業は銃戦士。「○○が××なのに呆れ、□□な自分にびっくり」といった独特の言い回しを多用しており、志乃やタビーからは「匂坂節」と呼ばれている。
【リアル】 本名は坂巻信之介、19歳のフリーター。楽しいことを優先する主義で努力を嫌い、人生の目標が見つからないままネットゲームに逃避している。パチンコ屋でバイトしており、それなりの稼ぎはあるらしい。
【物語前半】 「黄昏の旅団」に所属することとなったタビーの教育係を任され、愚痴をこぼしながらも良いコンビとなっていく。しかし、オーヴァンが行方不明となり、“キー・オブ・ザ・トワイライト”の存在にすら懐疑的となったことで『The World』の楽しみ方を見失い、『The World』自体を去ってしまった。
ゴード
声 - 家中宏
かつて「黄昏の旅団」に所属していた男性PC。職業は拳術士。PK行為を行っているが自分より弱い相手は決して襲わず、「弱きを助け強きを挫く正義のPK」を自称している。「黄昏の旅団」の行動思想についていけずに脱退し、それ以降は「打倒オーヴァン」を公言してフィールドを駆け巡っている。また、『The World』のバイクレースランキングトップを独占していた時期があり、「正義のライダー」の通り名が与えられていた。
【リアル】 本名は堀真由美、15歳の中学生。ネット詐欺を行っていたところ詐欺グループに目をつけられて脅迫を受けるようになってしまい、その状況から脱する勇気もなく『The World』に逃避する日々を送っている。
【物語前半】 「黄昏の旅団」へ所属するかどうかを悩んでいたハセヲに、フィロが引き合わせた元メンバーの1人。オーヴァンに対するライバル心が強く、偶然入手した“キー・オブ・ザ・トワイライト”の鍵であるウィルスコアの1つを隠し持っていた。コシュタ・バウア戦場跡に駆けつけるが、当初は協力する姿勢を見せることはなかった。しかし、ハセヲと戦い姿勢を一転させ、オーヴァンを守るべく「黄昏の旅団」メンバーとともに戦った。オーヴァンが行方不明になって以降は続ける目的を失い、『The World』を去っている。
Bセット（ビーセット）
声 - 榎本温子
かつて「黄昏の旅団」に所属していた和装の女性PC。職業は銃戦士。オーヴァンに惹かれて「黄昏の旅団」に所属したが、行動思想についていけずに脱退。しかし、「黄昏の旅団」やオーヴァンに対しては未練が残っている模様。
【リアル】 本名は三浦静香、24歳のOL。1人暮らしをしており、その寂しさを紛らわすために『The World』を続けている。優柔不断な性格で、些細なことで悩みこんでしまう傾向がある。美人らしく、勤務先には隠れファンもいるらしい。
【物語前半】 「黄昏の旅団」へ所属するかどうかを悩んでいたハセヲに、フィロが引き合わせた元メンバーの1人。その後も度々ハセヲに接触し、コシュタ・バウア戦場跡で窮地に陥ったメンバーを救うために駆けつけた。オーヴァンが行方不明になって以降は『The World』を去る決意を固めている。

### TaN
直毘（なおび） / 八咫（やた）
声 - 山崎たくみ

エンダー / パイ
声- 小林沙苗

俵屋（たわらや） / 藤太（とうた）
声 - 三宅健太
商業ギルド「TaN」の表向きのギルドマスター。ギルドマスターとして活動した大らかな商人風の巨漢が俵屋、アカウント停止後に新規登録した褐色肌のたくましい青年が藤太である。職業は俵屋が魔導士、藤太は明言されていない。
【リアル】 本名は村上純也、22歳。大学生。経済学を学んでおり、『The World』での商売はその練習としてである。オーストラリアへの留学が決定しており、出発までの間に「藤太」として一時的に復帰している。
【物語前半】 直毘やエンダーの真意は知らないまま、「TaN」のギルドマスター俵屋として活動。「アキンド（商人）」を自称し、ギルドの表の顔であるトレーダー行為を取り仕切っている。ギルドメンバーの勧誘など、表立ったギルド活動を行うのも俵屋で、ハセヲの勧誘にあたったのも俵屋である。前述の通り直毘やエンダー真意は知らなかったものの、巻き込まれる形となってアカウントが停止された。
【物語後半】 アカウント停止後はリアルに専念していたが、『The World』での「TaN」消滅による後始末をすべきという義務感から、新規PCである藤太を作成して再びログインした。元TaNのメンバーのサポート、タビーへの助言を行うかたわら、ハセヲのためにトライエッジの情報収集などを行った。
また、死期を悟ったフィロからハセヲのことを託され、ハセヲにフィロの遺言を伝えて『The World』を去った。
三郎（さぶろう）
声 - 伊藤静
「TaN」の暗部として活動していたメンバーの1人。女性PC「三郎」は、ギルド解体後に指示に従う代わりにパイから与えられた新規PCである。職業は撃剣士。わかりづらい独特な例え方が特徴的。
【リアル】 本名は永井康夫、24歳のトレーダー。株の売買のみが収入源で、生活は常にぎりぎりであるという。しかし、気ままに生きることを信条としているために、生活には苦労していないようである。
【物語後半】 パイの指示に従ってハセヲに接近、「痛みの森」のイベントに参加している。その後もパイの指示でハセヲを監視していたが、後に自分の置かれる立場に疑問を覚えてパイと決別している。それでもハセヲには強い興味を寄せており、個人的にハセヲと一騎討ちをしている。
大聖堂でのハセヲとトライエッジの闘いを目撃しており、駆けつけた藤太に「ハセヲが消された」と伝えている。
最終回では藤太にハセヲたちのことをすべて任される。
ピロキオ
声 - 松田佑貴
「TaN」で商売していたメンバー。ギルド解体時にアカウント停止を免れた末端メンバーと思われる。ギルドマスターの俵屋に強い憧れを抱いており、藤太が俵屋であることをすばやく察知して以後協力している。最初から商人をロールしているためレベルは低く、戦闘にはまったく向いていない。
【物語後半】 イータとともに新たに商売をはじめるが、藤太が俵屋であることに気付きいたあと、「TaN」の精神を思い出し、インフレ化に乗らない商売方針に改めたが、元「TaN」のメンバーということでいろいろなうわさが立ち、客が寄り付かなかった。オチのアカウントが停止してからは軌道に乗ったようである。
イータ
声 - 陶山章央
「TaN」で商売していたメンバー。ギルド解体時にアカウント停止を免れた末端メンバーと思われる。
【物語後半】 ピロキオとともに新たに商売をはじめる。ピロキオの藤太に俵屋ではないか？という発言をいさめたりするよい女房役である。
オチ
声 - 金丸淳一
「TaN」で商売していたメンバー。ギルド解体時にアカウント停止を免れた末端メンバーと思われる。
【物語後半】 ギルドを立ち上げてリアルマネートレーディング行為を行っていたが、藤太によって呼び出された所を、事前に察知していた八咫によりシステム管理者に報告されシステム管理マシンによりアカウントを停止された。

### カナード
クーン
声 - 三木眞一郎

シラバス
声 - 阪口大助

ガスパー
声 - 矢島晶子

### その他
フィロ
声 - 滝口順平
マク・アヌの運河の橋の上に腰を下ろしているネコ系獣人PC。ログインしている時間が長く、そのほとんどを橋の上で過ごしているため、「マク・アヌの置物」という通り名が付けられている。職業は呪療士。戦闘的な職業ではないうえエリアに出ることもまれであるが、『R:2』初期からのプレイヤーであるためレベルは高く、戦闘能力も高い。友好は極めて幅広く、ハセヲや志乃をはじめとして登場人物のほとんどと繋がりがある。
【リアル】 本名は中村小次郎、62歳の男性。妻を亡くしており、自らの意思で老人ホームに入居している。『The World』で多様な人々と話すことを楽しんでいる。
【物語前半】 橋の上を通りかかったハセヲに声をかけ、以降は様々な助言を行っている。中でも「黄昏の旅団」メンバー（ゴードやBセットも含めて）と接する機会は多く、相談役となることも多い。
【物語後半】 トライエッジ探しに躍起になるハセヲを諌めるも聞き入れられず、それ以降亡くなるまでに会うことはなく、死期を悟ったフィロは藤太に余命を語り、ハセヲへの伝言を託した。
ゲーム『.hack//G.U.』では既に故人のはずが中盤に突如としてハセヲにメールを送ってくる。その正体は生前のフィロにアカウントごとハセヲの事を託された大火であったが、入手可能なロストウェポンを全て手に入れると、『The World』に残っていたフィロ自身の意識が僅かにハセヲに語り掛けて消えていく。
謎の少女
八咫の語るフィロの過去の中で登場。誰かを待っている間フィロと話すことで『The World』を楽しんでいたらしい。フィロは彼女を通じてオーヴァンと知り合ったらしい。
本編中では語られていないが、ゲーム『.hack//G.U vol.3 歩くような速さで』でオーヴァンの妹のアイナであることが判明している。

清作（せいさく）
声 - 置鮎龍太郎
和装の男性PC。物腰柔らかく、基本的に敬語を使って話す。
【物語後半】 クーンから「カナード」に勧誘されたが、本当に困っているのはゲーム中級者であると考えて断る。その際にタビーと出会い、以後話相手になったことから意気投合。
タビーとともに「肉球団」を立ち上げた。しかし、ギルドは解散してしまい、それ以降は英世とともに行動している。
だが、タビーのことが忘れられず、英世に内緒でタビーに会いに行っており、引き継いだギルド「肉球団」が別の名前になったり、新しいギルドのマスターに自分がなったことを報告している。
ゲーム『.hack//G.U.』では、ギルド「医療連盟癒し隊」として登場している。
英世（ひでよ）
声 - 菅沼久義
子供の姿のPC。清作とはリアルの友人である。
【物語後半】 清作に誘われ、「肉球団」の発足に立ち会った。しかし、ギルドは解散してしまい、それ以降は清作とともに行動している。
ゲーム『.hack//G.U.』では、ギルド「医療連盟癒し隊」として登場している。
ウール
声 - 川澄綾子
白い服装の初心者PC。カシミアの兄。職業は斬刀士。少し気弱で丁寧な口調の優等生タイプ。マニュアルをちゃんと読んでいたため、最初からタビーより戦い方を知っていた。時々カシミアを本名で呼んでしまい、カシミアから怒られている。カシミアとは異なり好きなときにプレイできる環境にありながら、兄弟でプレイできる時間帯のみログインしている。
【物語後半】 初ログインの時に偶然ダビーと出会い、フィロの仲介でクーンの指導をタビーとともに受ける。その後、たまたま立ち寄った露天で情報屋として活動を始めた籐太に会い、タビーの消息を調査依頼している。
カシミア
声 - 斎賀みつき
黒い服装の初心者PC。ウールの弟。職業は斬刀士。乱暴な口調で少々反抗的。兄ウールにも時々突っかかっていくが本質的に兄弟仲は良く、口は悪いが性格は素直なタイプ。『The World』をプレイしたがったのはカシミヤで、ウールはそれに付き合って始めた。リアルでは中学受験を控えており、そのため母親からゲームを禁止されているためログイン回数は少ない。
【物語後半】 初ログインの時に偶然ダビーと出会い、フィロの仲介でクーンの指導をタビーとともに受ける。
なすび
声 - 千葉一伸
ゴードと行動をともにしている、サル型獣人PC。情報屋を営んでいる。
【リアル】 本名は佐藤乙彦、19歳の浪人生。他力本願な性格。勉強嫌いであり、浪人生であることの焦りもない。
太白
声 - 中多和宏

ボルドー
声 - 平松晶子

Iyoten
声 - 浪川大輔

アスタ
声 - 本名陽子

碧（みどり）
声 - 雪野五月

トライエッジ

銀漢
声 - 千葉一伸

ハロルド＝ヒューイック
声 - 山崎たくみ

## スタッフ
- 原作 - .hack Conglomerate[1]
- 掲載 - .hack//G.U. The World （角川書店）
- 監督 - 真下耕一[1]
- シリーズ構成 - 川崎美羽[1]
- キャラクター監修 - 貞本義行[1]
- キャラクター原案 - 細川誠一郎[1]
- キャラクターデザイン - 大澤聡[1]
- コンセプトデザイン - 北原サトシ
- 美術監督 - 海野よしみ[1]
- 色彩設計 - 吉田小百合
- 撮影監督 - 鎌田克明、青木孝司
- 編集 - 黒澤雅之
- 音響監督 - なかのとおる
- 音楽 - ALI PROJECT[1]
- プロデューサー - 森本浩二、東不可止、清水孝泰
- 制作協力 - サイバーコネクトツー[1]
- 制作 - BEE TRAIN[1]
- 製作 - バンダイビジュアル、テレビ東京

## 主題歌
オープニングテーマ「Silly-Go-Round」
作詞 - 梶浦由記 / 作曲 - 梶浦由記 / 歌 - FictionJunction YUUKA
エンディングテーマ
「亡國覚醒カタルシス」
作詞 - 宝野アリカ / 作曲 - 片倉三起也 / 歌 - ALI PROJECT
「KING KNIGHT」（最終回）
作詞 - 宝野アリカ / 作曲 - 片倉三起也 / 歌 - ALI PROJECT
その他、挿入歌として上記楽曲やサウンドトラック収録のボーカル曲「亡國覚醒カタルシス」のカップリング「水月鏡花」も使用されている。

## 各話リスト
| 話数 | サブタイトル           | 脚本              | 絵コンテ          | 演出                       | 作画監督          |
| ---- | ---------------------- | ----------------- | ----------------- | -------------------------- | ----------------- |
| 1    | Welcome to "The World" | 川崎美羽          | 澤井幸次 真下耕一 | 澤井幸次                   | 大澤聡            |
| 2    | Twilight Brigade       | 川崎美羽          | 山本秀世          | 徳本善信                   | 重松しんいち      |
| 3    | Join                   | 広平虫            | 澤井幸次          | 黒川智之                   | 丸山隆            |
| 4    | Forefeel               | 川崎美羽          | 渡辺正樹          | 久保山英一                 | 亀田義明          |
| 5    | Distrust               | 川崎美羽          | 高木茂樹 真下耕一 | 渡辺正樹 川面真也 黒川智之 | 吉谷太二朗        |
| 6    | Conflict               | 広平虫            | 澤井幸次          | 徳本善信                   | 重松しんいち      |
| 7    | Intrigue               | 川崎美羽          | 澤井幸次          | 澤井幸次                   | 大澤聡            |
| 8    | Starting               | 川崎美羽          | 徳本善信 真下耕一 | 徳本善信                   | 丸山隆            |
| 9    | Melle                  | 川崎美羽          | 高木茂樹 真下耕一 | 清水久敏                   | 亀田義明          |
| 10   | Missing                | 藤井文弥          | 渡辺正樹          | 澤井幸次                   | 大澤聡 竹上貴雄   |
| 11   | Discord                | 川崎美羽          | 久保山英一        | 久保山英一                 | 重松しんいち      |
| 12   | Breakup                | 川崎美羽          | 澤井幸次          | 徳本善信                   | 丸山隆            |
| 13   | Tragedy                | 川崎美羽          | 久保山英一        | 清水久敏                   | 亀田義明          |
| 14   | Unreturner             | 藤井文弥          | 澤井幸次          | 澤井幸次                   | 大澤聡            |
| 15   | Pad                    | 広平虫            | 清水久敏          | 清水久敏 久保山英一        | 秋山由樹子        |
| 16   | Resolution             | 川崎美羽          | 徳本善信 真下耕一 | 徳本善信                   | 岡野幸男          |
| 17   | Painful Forest         | 川崎美羽          | 久保山英一        | 久保山英一                 | 亀田義明          |
| 18   | Limit                  | 藤井文弥          | 澤井幸次          | 澤井幸次                   | 重松しんいち      |
| 19   | Violation              | 川崎美羽          | 澤井幸次          | 徳本善信                   | 丸山隆            |
| 20   | Pursuit                | 川崎美羽          | 久保山英一        | 清水久敏                   | 亀田義明          |
| 21   | Defeat                 | 川崎美羽          | 澤井幸次          | 徳本善信                   | 重松しんいち      |
| 22   | Bonds                  | 川崎美羽 藤井文弥 | 久保山英一        | 黒川智之 清水久敏          | 遠藤大輔          |
| 23   | Trial                  | 藤井文弥          | 澤井幸次          | 澤井幸次                   | 亀田義明          |
| 24   | Confront               | 川崎美羽          | 清水久敏          | 清水久敏                   | 丸山隆 佐々木睦美 |
| 25   | Truth                  | 川崎美羽          | 久保山英一        | 久保山英一                 | 重松しんいち      |
| 26   | Determination          | 川崎美羽 藤井文弥 | 澤井幸次          | 澤井幸次                   | 亀田義明          |

## サウンドトラック

### .hack//Roots O.S.T.
『.hack//Roots O.S.T.』（ドットハックルーツ オリジナルサウンドトラック）は、2006年6月28日にリリースされた『.hack//Roots』のサウンドトラックである。ALI PROJECTが担当した。
- 「GOD DIVA」には、イントロと間奏部分にヴォルフガング・アマデウス・モーツァルト作曲のオペラ『魔笛』から夜の女王のアリア「復讐の炎は地獄のように我が心に燃え」が、サビにミハイル・グリンカ作曲の『ポルカ ニ短調』の旋律が引用されている。

- 「殉教者の指」には、BIG FISH AUDIO社のサンプルパック「HARD TRACKS FOR CINEMA」より「19 BrEl Synth01」「19 BrEl Synth02」が利用されている。
- 「young knight and priestess」には、「Donald MacLean's Farewell to Oban」が引用されている。
- 「Indian Summer」には、「Trip to Skye/Darach Debrun's」が引用されている。
- 「Little Reliance」には、「Elizabeth's Air」が利用されている。

| #   | タイトル                         | 作詞 | 作曲・編曲 |
| --- | -------------------------------- | ---- | ---------- |
| 1.  | 「GOD DIVA」(ALI PROJECT)        |      |            |
| 2.  | 「from midst of town」           |      |            |
| 3.  | 「young knight and priestess」   |      |            |
| 4.  | 「indian summer」                |      |            |
| 5.  | 「little reliance」              |      |            |
| 6.  | 「In The World」(ALI PROJECT)    |      |            |
| 7.  | 「friendly like in a childhood」 |      |            |
| 8.  | 「be elegant」                   |      |            |
| 9.  | 「白堊病棟」(ALI PROJECT)        |      |            |
| 10. | 「indulgence」                   |      |            |
| 11. | 「shining of breast」            |      |            |
| 12. | 「immoral cascade」              |      |            |
| 13. | 「殉教者の指」(ALI PROJECT)      |      |            |
| 14. | 「lost ground」                  |      |            |
| 15. | 「sluggish heart」               |      |            |
| 16. | 「dwindled bible」               |      |            |
| 17. | 「wolf in winter」               |      |            |
| 18. | 「Silly-Go-Round [TV Ver.]」     |      |            |
| 19. | 「亡國覚醒カタルシス [TV Ver.]」 |      |            |

### .hack//Roots O.S.T. 2
『.hack//Roots O.S.T. 2』（ドットハックルーツ オリジナルサウンドトラック ツー）は、2006年9月21日にリリースされた『.hack//Roots』のセカンドサウンドトラックである。こちらもALI PROJECTが担当した。
- 「KING KNIGHT」には、イントロにセルゲイ・プロコフィエフ作曲のバレエ『ロメオとジュリエット』から「モンタギュー家とキャピレット家（騎士たちの踊り）」とミハイル・グリンカ作曲の『5つの新しいコントルダンス第4番 ヘ長調』が、Bメロに同じくグリンカ作曲の『5つの新しいコントルダンス第3番 イ長調』が、サビに同じくグリンカ作曲の『5つのコントルダンス第1番 ト長調』の旋律が引用されている。Bメロにモーリツ・モシュコフスキ作曲『10のかわいい小品 第3番 無言歌』の旋律が引用されている。

- 「Obliged with Virus」には、BIG FISH AUDIO社のサンプルパック「HARD TRACKS FOR CINEMA」より「02 HNM Guitar02」「02 HNM Synth03」が利用されている。
- 「Forest Cruise」には、BIG FISH AUDIO社のサンプルパック「HARD TRACKS FOR CINEMA」より「03 HNM Synth01」「03 HNM Synth04」「03 HNM Synth05」が利用されている。同音源の一部は、『怪物王女 オリジナル・サウンドトラック Sympathy for the Belonephobia』の「舞踏蜘蛛ミッドナイト」にも利用されている。
- 「汚れなき悪意」には、サビ以外の部分に2005年5月14日日本公開の映画『キングダム・オブ・ヘブン』の挿入歌「Burning The Past」が使われている。

| #   | タイトル                          | 作詞 | 作曲・編曲 |
| --- | --------------------------------- | ---- | ---------- |
| 1.  | 「KING KNIGHT」(ALI PROJECT)      |      |            |
| 2.  | 「illness and ruins」             |      |            |
| 3.  | 「ash wednesday」                 |      |            |
| 4.  | 「no fragrance」                  |      |            |
| 5.  | 「get gold」                      |      |            |
| 6.  | 「obliged with virus」            |      |            |
| 7.  | 「forest cruise」                 |      |            |
| 8.  | 「onetime killer」                |      |            |
| 9.  | 「huge knives」                   |      |            |
| 10. | 「埋葬の森の黄昏坂」(ALI PROJECT) |      |            |
| 11. | 「give honour to our fellow」     |      |            |
| 12. | 「early times」                   |      |            |
| 13. | 「cultural pride」                |      |            |
| 14. | 「the last statement」            |      |            |
| 15. | 「new species」                   |      |            |
| 16. | 「eternal solitude」              |      |            |
| 17. | 「northern ground」               |      |            |
| 18. | 「children's requiem」            |      |            |
| 19. | 「isolation」                     |      |            |
| 20. | 「out of order」                  |      |            |
| 21. | 「final catastrophe」             |      |            |
| 22. | 「汚れなき悪意」(ALI PROJECT)     |      |            |
| 23. | 「previous notice」               |      |            |